# Eric Godon
Eric Godon (født 7. februar 1959) er en belgisk skuespiller, instruktør og forfatter.

## Filmografi

### Skuespiller
| År      | Titel                                    | Rolle                       | Instruktør                             | Noter                                                             |
| ------- | ---------------------------------------- | --------------------------- | -------------------------------------- | ----------------------------------------------------------------- |
| 2002    | Petites misères                          | Mand i en bil               | Laurent Brandenbourger & Philippe Boon |                                                                   |
| 2002    | Tous les chagrins se ressemblent         | Commissioner Refaeli        | Luc Béraud                             | Tv-film                                                           |
| 2003    | Dédales                                  | The gunsmith                | René Manzor                            |                                                                   |
| 2003    | Sauveur Giordano                         | The vigil                   | Pierre Joassin                         | Tv-serie (1 Episode)                                              |
| 2004    | Tomorrow We Move                         | Mover                       | Chantal Akerman                        |                                                                   |
| 2004    | Julie Lescaut                            | The brutal employee         | Dominique Tabuteau                     | Tv-serie (1 Episode)                                              |
| 2004    | P.J.                                     | Alex Mouliet                | Gérard Vergez                          | Tv-serie (1 Episode)… Peter Bouckaert, Eric Godon, Kadija Leclere |
| 2004    | Avocats & associés                       | André                       | Olivier Barma                          | Tv-serie (1 Episode)                                              |
| 2004    | Franck Keller                            | Lab technician              | Stéphane Kappes                        | Tv-serie (1 Episode)                                              |
| 2005    | Ultranova                                | Boss                        | Bouli Lanners                          |                                                                   |
| 2005    | De indringer                             | Victor Philips              | Frank van Mechelen                     |                                                                   |
| 2005    | Comme sur des roulettes                  | Minou                       | Jean-Paul Lilienfeld                   | TV Movie                                                          |
| 2005    | Nom de code : DP                         | Assidon                     | Patrick Dewolf                         | Tv-film                                                           |
| 2005    | Lucile et le petit prince                | Starkovsky                  | Marian Handwerker                      | Tv-film                                                           |
| 2005    | La battante                              | Barbier                     | Didier Albert                          | Tv-miniserie                                                      |
| 2006    | Le Lièvre de Vatanen                     | Sam Bougreau                | Marc Rivière                           |                                                                   |
| 2006    | Stormforce                               | Defence Minister            | Hans Herbots                           |                                                                   |
| 2006    | Pom, le poulain                          | The driver                  | Olivier Ringer                         |                                                                   |
| 2006    | Induction                                |                             | Nicolas Provost                        | Kortfilm                                                          |
| 2006    | Ysé                                      |                             | Lionel Jadot                           | Kortfilm                                                          |
| 2006    | Avec le temps...                         | Olivier Lutman              | Marian Handwerker (2)                  | Tv-film                                                           |
| 2006    | Trois pères à la maison                  | Carlos                      | Stéphane Kappes (2)                    | Tv-serie (1 Episode)                                              |
| 2007    | A Secret                                 | Serge Klarsfeld             | Claude Miller                          |                                                                   |
| 2007    | J'aurais voulu être un danseur           | Tony                        | Alain Berliner                         |                                                                   |
| 2007    | La fille du chef                         | The barman                  | Sylvie Ayme                            | Tv-film                                                           |
| 2007    | Russian Dolls: Sex Trade                 | Jean-Paul                   | Guy Goossens & Mark Punt               | Tv-miniserie                                                      |
| 2007    | Flikken                                  | Charlie De Kuyper           | Rik Daniëls                            | Tv-serie (1 Episode)                                              |
| 2007    | Carla Rubens                             | Victor Reinhart             | Bernard Uzan                           | Tv-serie (1 Episode)                                              |
| 2007    | Commissaire Cordier                      | Erwan Sauter                | Olivier Langlois                       | Tv-serie (1 Episode)                                              |
| 2007    | Septième ciel Belgique                   | Victor Sauvage              | Stéphane Vuillet                       | Tv-serie (1 Episode)                                              |
| 2008    | In Bruges                                | Yuri                        | Martin McDonagh                        |                                                                   |
| 2008    | Trouble at Timpetill                     | Bucher Stettner             | Nicolas Bary                           |                                                                   |
| 2008    | Les insoumis                             | Johan Pauwels               | Claude-Michel Rome                     |                                                                   |
| 2008    | Complot d'amateurs                       | Van Der Slagmolen           | Vincent Monnet                         | TV Movie                                                          |
| 2008    | Les poissons marteaux                    | Pierre's father             | André Chandelle                        | TV Movie                                                          |
| 2008    | Chez Maupassant                          | The commissioner            | Jacques Santamaria                     | Tv-serie (1 Episode)                                              |
| 2008    | Un flic                                  | Rouvières                   | Frédéric Tellier                       | Tv-serie (1 Episode)                                              |
| 2008    | Sauveur Giordano                         | School director             | Pierre Joassin (2)                     | Tv-serie (1 Episode)                                              |
| 2009    | A Heavenly Vintage                       | Father Lesy                 | Niki Caro                              |                                                                   |
| 2009    | Sister Smile                             | The bailiff                 | Stijn Coninx                           |                                                                   |
| 2009    | Une chaîne pour deux                     | Richard Arnoux              | Frédéric Ledoux                        |                                                                   |
| 2009    | Combat avec l'ange                       |                             | Marian Handwerker (3)                  |                                                                   |
| 2009    | Légende de Jean l'Inversé                |                             | Philippe Lamensch & Françoise Duelz    | Short                                                             |
| 2009    | Otages                                   | Delgado                     | Didier Albert (2)                      | Tv-film                                                           |
| 2009    | Section de recherches                    | Louis Marzin                | Gérard Marx                            | Tv-serie (1 Episode)                                              |
| 2009    | Jes                                      | Hans                        | Nathalie Basteyns                      | Tv-serie (1 Episode)                                              |
| 2009-12 | A tort ou à raison                       | Prosecutor Orban            | Alain Brunard & Pierre Joassin (3)     | Tv-serie (3 Episoder)                                             |
| 2010    | From Paris with Love                     | The Foreign Minister        | Pierre Morel                           |                                                                   |
| 2010    | Nothing to Declare                       | Chief Willems               | Dany Boon                              |                                                                   |
| 2010    | The Pack                                 | Jean-Jean                   | Franck Richard                         |                                                                   |
| 2010    | Frits and Freddy                         | René Beurlet                | Guy Goossens (2)                       |                                                                   |
| 2010    | Cannibal                                 | The Gypsy                   | Benjamin Viré                          |                                                                   |
| 2010    | Ladyboys                                 |                             | Joel Warnant                           |                                                                   |
| 2010    | Dominique                                | The model agent             | Jim Taihuttu                           | Short                                                             |
| 2010    | La marquise des ombres                   | The envoy of the king       | Édouard Niermans                       | Tv-film                                                           |
| 2010    | En chantier, monsieur Tanner !           | The notary                  | Stefan Liberski                        | Tv-film                                                           |
| 2010    | Tombé sur la tête                        | Sébastien                   | Didier Albert (3)                      | Tv-film                                                           |
| 2010    | Julie Lescaut                            | Plon                        | Jérôme Navarro                         | Tv-serie (1 Episode)                                              |
| 2010    | Les Bleus                                | Artiguste                   | Christophe Douchand                    | Tv-serie (1 Episode)                                              |
| 2010    | Dag & nacht                              | Antoine Chabert             | Geoffrey Enthoven                      | Tv-serie (1 Episode)                                              |
| 2010    | Vidocq                                   | The Ambassador              | Alain Choquart                         | Tv-serie (1 Episode)                                              |
| 2010    | Empreintes criminelles                   | Panama's man                | Christian Bonnet                       | Tv-serie (1 Episode)                                              |
| 2011    | The Long Falling                         | Debacker                    | Martin Provost                         |                                                                   |
| 2011    | All Our Desires                          | Gallois                     | Philippe Lioret                        |                                                                   |
| 2011    | The Incident                             | The Pill Inmate             | Alexandre Courtes                      |                                                                   |
| 2011    | La chance de ma vie                      | Doctor Py                   | Nicolas Cuche                          |                                                                   |
| 2011    | About a Spoon                            | The Wishesman               | Philippe Lamensch (2)                  | Kortfilm                                                          |
| 2011    | Kerozene                                 | The guard                   | Joachim Weissmann                      | Short                                                             |
| 2011    | Il n'y a pas sans toi                    | The father                  | Christophe Johanns                     | Short                                                             |
| 2011    | Pasteur, l'homme qui a vu                | Napoleon III                | Alain Brunard (2)                      | TV Movie                                                          |
| 2011    | Het goddelijke monster                   |                             | Hans Herbots (2)                       | Tv-serie (1 Episode)                                              |
| 2011    | Braquo                                   | Hugo Christiaens            | Philippe Haïm & Eric Valette           | Tv-serie (2 Episoder)                                             |
| 2012    | Erased                                   | Maitland                    | Philipp Stölzl                         |                                                                   |
| 2012    | La clinique de l'amour !                 | Giuseppe Severini           | Artus de Penguern & Gábor Rassov       |                                                                   |
| 2012    | Innocent Belgium                         | Louis                       | Steve De Roover                        |                                                                   |
| 2012    | 10 jours en or                           | The slumlord                | Nicolas Brossette                      |                                                                   |
| 2012    | Dépression et des potes                  | Romain's father             | Arnaud Lemort                          |                                                                   |
| 2012    | Les hommes plantes                       | The supervisor              | Boris Kish                             | Kortfilm                                                          |
| 2012    | Les yeux de la vigne                     | The father                  | Margot Testemale                       | Krotfilm                                                          |
| 2012    | Que la suite soit douce                  |                             | Alice De Vestele                       | Kortfilm                                                          |
| 2012    | Witse                                    | Francis Gastmans            | Luc Coghe                              | Tv-serie (1 Episode)                                              |
| 2013    | Arrêtez-moi                              | The guardian                | Jean-Paul Lilienfeld (2)               |                                                                   |
| 2013    | Chambre double                           | The Hotel Receptionist      | Mathieu Mortelmans                     | Kortfim                                                           |
| 2013    | Salamander                               | Jean-Jacques                | Frank van Mechelen (2)                 | Tv-serie (3 Episoder)                                             |
| 2014    | Suite Française                          | Monsieur Joseph             | Saul Dibb                              |                                                                   |
| 2014    | Fishing Without Nets                     | Captain Charlie             | Cutter Hodierne                        |                                                                   |
| 2014    | The Connection                           | Zampa's lawyer              | Cédric Jimenez                         |                                                                   |
| 2014    | Infiltrant                               | Di Mateo                    | Shariff Korver                         |                                                                   |
| 2014    | Tombville                                |                             | Nikolas List                           |                                                                   |
| 2014    | Sacré Charlemagne                        | The school director         | Adrien François                        | Short                                                             |
| 2014    | Août 1914                                |                             | Fedrik De Beul                         | Kortfilm                                                          |
| 2014    | Marge d'erreur                           | Maarten                     | Joël Santoni                           | Tv-film                                                           |
| 2014    | Marie Curie, une femme sur le front      | Raymond Poincaré            | Alain Brunard (3)                      | TV Movie                                                          |
| 2014    | Aspe                                     | Serge Monbailliu            | Jeroen Dumoulein                       | Tv-serie (1 Episode)                                              |
| 2014    | De Ridder                                | Julien Vandenbroeck         | Lars Goeyvaerts                        | Tv-serie (1 Episode)                                              |
| 2014    | The Missing                              | Georges Deloix              | Tom Shankland                          | Tv-serie (7 Episoder)                                             |
| 2015    | Kidnapping Freddy Heineken               | The cop                     | Daniel Alfredson                       |                                                                   |
| 2015    | The Ardennes                             | Gérard                      | Robin Pront                            |                                                                   |
| 2015    | Nothing Sacred                           | Hermes                      | Morgan Pehme & Dylan Bank              |                                                                   |
| 2015    | Johnny Walker                            | Jean                        | Kris De Meester & Anton Scholten       |                                                                   |
| 2015    | Plein soleil                             | Haral Willems               | Frédéric Castadot                      | Short                                                             |
| 2015    | Tom & Harry                              | President of the Event      | Toon Slembrouck                        | TV Mini-Series                                                    |
| 2015    | Vermist                                  | Car owner                   | Cecilia Verheyden                      | Tv-serie (1 Episode)                                              |
| 2015    | Legends                                  | Older Ivanenko              | Several                                | Tv-serie (5 Episoder)                                             |
| 2016    | The Unreal Root                          | Mr. Carlson                 | Romy Meyer                             |                                                                   |
| 2016    | Professor T.                             | Commissioner Cedric Fouchet | Indra Siera                            | Tv-serie (3 Episoder)                                             |
| 2016    | Public Enemy                             | Etienne Gomez               | Matthieu Frances & Gary Seghers        | Tv-serie (8 Episoder)                                             |
| 2017    | Pilgrimage                               | Baron De Merville           | Brendan Muldowney                      |                                                                   |
| 2017    | The Young Karl Marx                      | The Foreman                 | Raoul Peck                             |                                                                   |
| 2017    | Het Tweede Gelaat                        | Concierge                   | Jan Verheyen                           |                                                                   |
| 2017    | Once Upon a Time                         |                             | Annick Christiaens                     | Kortfilm                                                          |
| 2017    | The Halcyon                              | Count Of St Claire          | Rob Evans                              | Tv-serie (1 Episode)                                              |
| 2018    | The Most Assassinated Woman in the World | Georges                     | Franck Ribière                         |                                                                   |
| 2018    | Monica's List                            | Policeman                   | Emmanuel Sapolsky                      | Tv-film                                                           |
| 2018    | Yummy!                                   | Professor K                 | Lars Damoiseau                         |                                                                   |
| 2018    | Le Temps est assassin                    | Basile SPinello             | Claude-Michel Rome                     | Tv-serie                                                          |
| 2018    | Greenhouse academy                       | The henchman                | Amir Mann                              | Tv-serie (4 Episoder)                                             |
| 2018    | 48h- L'affaire Nicolas Charbonnier       | Philippe Hittinger          | Vincent Trisolini                      | Tv-serie (1 Episode)                                              |
| 2019    | Rebelles                                 | Le Belge                    | Alan Mauduit                           |                                                                   |
| 2019    | Anna                                     | Vassiliev                   | Luc Besson                             |                                                                   |
| 2019    | Toskos                                   | Hansjörg Thurm              | Capitaine Mercier                      | Tv-serie (1 Episode)                                              |
| 2019    | Freaks out                               | Gus                         | Gabriele Mainetti                      |                                                                   |
| 2019    | Undergods                                | Hans                        | Chino Moya                             |                                                                   |
| 2019    | Sherlock Holmes vs. Frankenstein         | Johann Klein                | Gautier Cazenave                       |                                                                   |
| 2020    | GR5                                      | Pol Martin                  | Jan Matthys                            | Tv-serie                                                          |

### Instrutkør/forfatter
| År   | Titel      | Noter    |
| ---- | ---------- | -------- |
| 2013 | Rosa       | Kortfilm |
| 2013 | Marguerite | Short    |
| 2013 | Emma       | Kortfilm |